# Villa Moltke
Villa Moltke som blev bygget i 1910 var oprindeligt sommerbolig for Grev Erik Moltke. I dag er bygningen omdannet til Helsingør Vandrerhjem.
Villaen har egen badestrand og udsigt til Sverige, og udgør i sig selv en del af Helsingørs mange kulturelle tilbud.
56°2′53″N 12°35′54″Ø / 56.04806°N 12.59833°Ø